# Юе Фей
Юе Фей (24 березня 1103 — 27 січня 1142)— відомий китайський військовий діяч, стратег, національний герой та поет часів династії Сун. Один з «Чотирьох видатних військовиків епохи Південної Сун». Через його войовничу позицію він був убитий урядом Південної Сун 1142 року під надуманим звинуваченням після досягнення угоди про мир з чжурчженями.

## Життєпис
Народився у сучасній провінції Хенань. Отримав домашню освіту під орудою батька. У 1122 році зараховується до армії, проте у зв'язку зі смертю батька у 1123 році пішов у відставку. Повернувся до армії лише у 1126 році. Цього ж року до країни вдерлися війська чжурчженів з династії Цзінь.
Незабаром Юе Фей очолив одну з армій, що повинні були зупинити війська загарбників. Саме завдяки його діям вдалося зберегти владу династії Сун на півдні країни. Найбільш значущими перемогами Юе Фея є битва за місто Сян'ян та інші п'ять міст, битва на озері Дунтінху, перемога під містом Яньчен, битва в області Їнчанфу. Під час цих подій Юе призначають командувачем військ у провінціях Хубей й Цзінсі. Він став ініціатором військової стратегії «об'єднання місцевих військ у тилу чжурчженів». У 1140 році завдав поразки ворогові у битвах при Бочжоу та Сучжоу (сучасна провінція Аньхой), також з успіхом діяв у наступному році. За значні досягнення Юе Фей отримав титул князя — Е-вана.
Проте незабаром бажання Юе Фея продовжувати війну з імперією Цзінь увійшло у протиріччя з намірами імператорського двору південної Сун укласти мир. Зрештою у 1142 році за непідкорення наказу імператора відступити до південного Китаю й припинити бойові дії із чжурчженами, Юе Фея та його сина Юе Юня було страчено. Його могила збереглася дотепер, знаходиться біля озера Сіху, що біля міста Ханчжоу.

## Творчість
Складав вірші у жанрі ци. Серед відомих творів «Повністю Червона ріка», «Гора Сяочуншань», «Нариси про храм Уюе».